# Helen Reddy
Helen Maxine Reddy (Melbourne, 25 ottobre 1941 – Los Angeles, 29 settembre 2020) è stata una cantante e attrice australiana.

## Biografia

### Carriera musicale
Nata a Melbourne, suo padre era un produttore e attore, che l'avviò fin dalla giovane età allo spettacolo: a 4 anni Helen iniziò a cantare e ballare, ma da adolescente si ribellò e decide di sposarsi con un musicista molto più grande. Dopo il divorzio, tornò a manifestare interesse per lo spettacolo, concentrandosi da allora sulla carriera artistica, nonostante alcuni gravi problemi di salute (le venne asportato un rene). Lavorò in radio e in televisione, prima di approdare a New York nel 1966.
Dopo alcune difficoltà iniziali negli Stati Uniti (per un periodo si spostò anche in Canada), incontrò Jeff Wald, che le fece da manager e divenne poi suo marito. Insieme a lui si trasferì a Chicago, dove ottenne un contratto discografico con la Fontana Records. Dopo poco tempo però approdò a Los Angeles, ingaggiata dalla Capitol Records. Con un paio di singoli ottenne il successo internazionale. Il suo brano più famoso è proprio di questi anni (1972) dal titolo I Am Woman, col quale Helen raggiunge la prima posizione nella Billboard Hot 100. La cantante vinse anche un Grammy Award nella categoria "miglior interpretazione pop vocale femminile".
Nei successivi cinque anni realizzò una dozzina di brani da classifica, tra cui Delta Dawn (numero 1 nella classifica Billboard Hot 100), Leave Me Alone (Ruby Red Dress) (numero 3) e Angie Baby (numero 1 nella Billboard Hot 100) e vendette oltre quindici milioni di copie dei suoi album. In quel periodo, tra l'altro, convinse l'amica Olivia Newton-John a trasferirsi dalla Gran Bretagna agli Stati Uniti.
Verso la metà degli anni settanta i suoi brani non ottennero più il successo sperato, a partire da I Can't Hear You No More (1976). Il suo decimo album (Ear Candy) fu il primo a non ottenere il riconoscimento del disco d'oro dai tempi del suo secondo disco. Senza l'apporto della Capitol, i suoi successivi album non riuscirono a sfondare nel panorama musicale. Nel 1981 passò alla MCA Records, con cui produsse due album prima di fondare un'etichetta personale.
Nel 1990 pubblicò un album in cui ripropose i suoi vecchi successi. Nel 1998 realizzò un disco con la Varèse. Nel 2000 incise un disco natalizio.

### Carriera da attrice
Negli anni settanta e ottanta partecipò come ospite a diverse trasmissioni televisive di successo. Nel 1974 esordì in una pellicola cinematografica interpretando una suora in Airport '75, per la regia di Jack Smight. Ricevette grazie a questa partecipazione una nomination al Golden Globe per la migliore attrice debuttante. In seguito partecipò al film Disney in tecnica mista Elliott, il drago invisibile (1977).
Negli anni ottanta intraprese una nuova carriera a teatro, lavorando principalmente in musical. Inoltre recitò sporadicamente interpretando personaggi secondari in diverse serie TV. Nel 1987 apparve in Come ammazzare un miliardario e morire dal ridere, mentre nel 2010 ebbe un cameo in The Perfect Host.

## Vita privata
Si sposò da giovane con Kenneth Weate, col quale ebbe un figlio. I due divorziarono nel 1966. Dal 1966 al 1983 la Reddy fu legata a Jeff Wald, suo manager. Ebbe un figlio con lui, il produttore e musicista Jordan Sommers. Anche quest'unione naufragò. L'artista si unì quindi a Milton Ruth, dal quale divorziò poi nel 1995.

## Discografia

### Album in studio
- 1971 - I Don't Know How to Love Him
- 1971 - Helen Reddy
- 1972 - I Am Woman
- 1973 - Long Hard Climb
- 1974 - Love Song for Jeffrey
- 1974 - Free and Easy
- 1975 - No Way to Treat a Lady
- 1976 - Music, Music
- 1977 - Ear Candy
- 1978 - We'll Sing in the Sunshine
- 1979 - Reddy
- 1980 - Take What You Find
- 1981 - Play Me Out
- 1983 - Imagination
- 1990 - Feel So Young
- 1998 - Center Stage
- 2000 - The Best Christmas Ever

### Album dal vivo
- 1979 -  Live in London

### Raccolte
- 1975 - Helen Reddy's Greatest Hits
- 1991 - All-Time Greatest Hits
- 1991 - The Best of Helen Reddy
- 1993 - The Very Best of Helen Reddy
- 1995 - Basic: Original Hits
- 1996 - When I Dream
- 1998 - I Am Woman: The Essential Helen Reddy Collection
- 2003 - Absolutely the Best of Helen Reddy
- 2006 - Come with Me: The Rest of Helen Reddy
- 2006 - The Woman I Am: The Definitive Collection
- 2009 - Rarities from the Capitol Vaults

### Filmografia[1]
- Airport '75 (Airport 1975), regia di Jack Smight (1974)
- Elliot, il drago invisibile (Pete's Dragon), regia di Don Chaffey (1977)
- Sgt. Pepper's Lonely Hearts Club Band, regia di Michael Schultz (1978)
- Disorderlies, regia di Michael Schultz (1987)
- The Perfect Host, regia di Nick Tomnay (2010)

### Televisione
- Muppet Show, episodio 3x13 (1976-1981)

## Doppiatrici italiane
- Valeria Valeri in Airport '75
- Angiola Baggi in Elliott, il drago invisibile (dialoghi)
- Betty Curtis in Elliott, il drago invisibile (canto)
- Liliana Jovino in Muppet Show